# Komaggas
Komaggas és un petit assentament al Cap Septentrional, Sud-àfrica. La ciutat gran més propera és Springbok.

## Història
L'assentament es va originar el 1829 quan es va establir una estació de missió pel Rev. J.H. Schmelen de la Societat Missionera de Londres. El 1843 va ser transferit a la Societat Missionera Renana i el 1926 a l'Església Reformada Holandesa. Rev. Gottlieb Weich, missioner renà i avantpassat de la família Weich a Sud-àfrica, era el cap de l'estació del Rev.
A l'oest de Komaggas, al penya-segat, hi ha el rar Aloe komaggasensis.